# بلمدیر
بِلمِدْیْر (به مجاری:  Bélmegyer) یک منطقهٔ مسکونی در مجارستان است که در ناحیه بکش واقع شده‌است. بلمدیر ۶۳٫۰۵ کیلومتر مربع مساحت و ۹۶۸ نفر جمعیت دارد.